# 南伯斯市

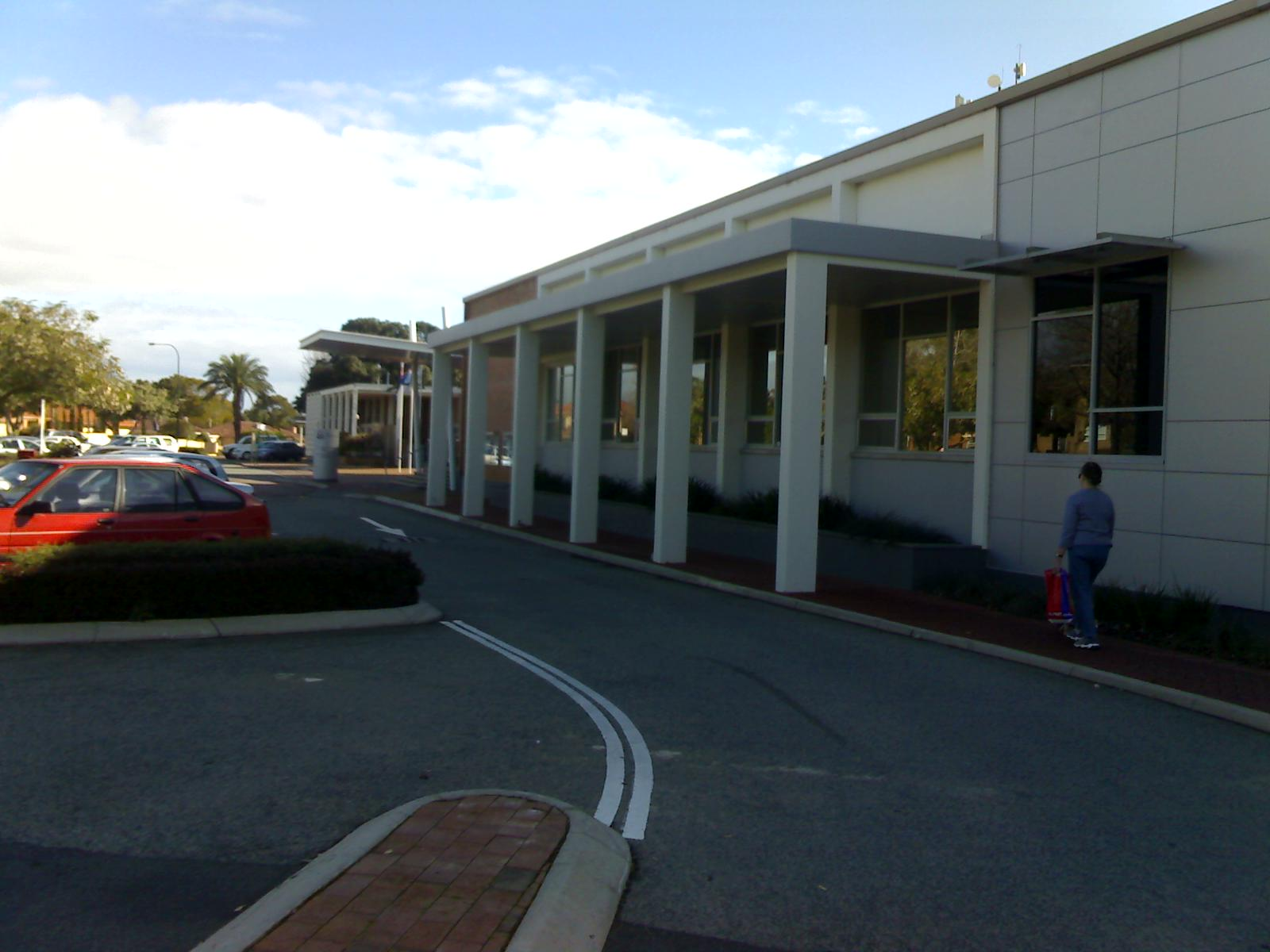
市政辦公場所

南伯斯市乃澳大利亞西澳伯斯大都會內的一個地方政府位於府城伯斯市以南4公里，市轄境有19.9平方公里，道路建設長達203公里，公園面積有4.3平方公里。2008年，市內居民有42,595人。地形上，南伯斯市猶如一座半島，三面徬水。

## 議會
南伯斯市議會有議席12座，分由6個選區，各選出2位議員，市長為直選。 

## 外部連結
- 南伯斯市政府官方網站 （页面存档备份，存于）
- 南伯斯市轄區（Google Maps） （页面存档备份，存于）